# Crassula capitella
Crassula capitella là một loài thực vật có hoa trong họ Crassulaceae. Loài này được Thunb. miêu tả khoa học đầu tiên năm 1778.

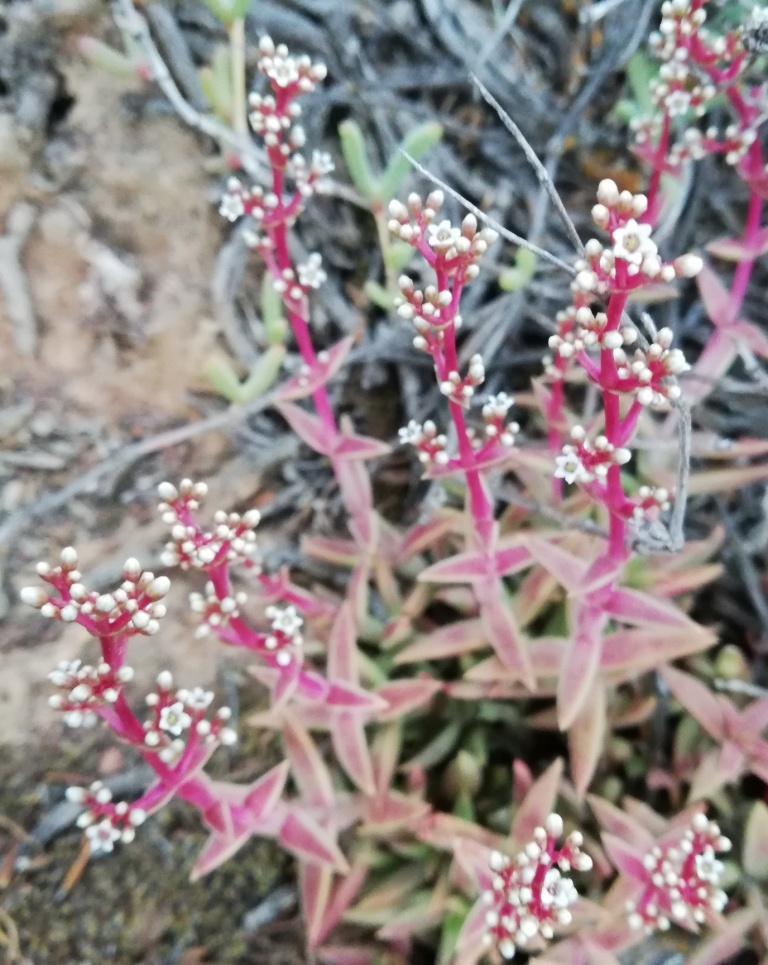
Flowers of Crassula capitella subsp thyrsiflora, growing in the Robertson Karoo

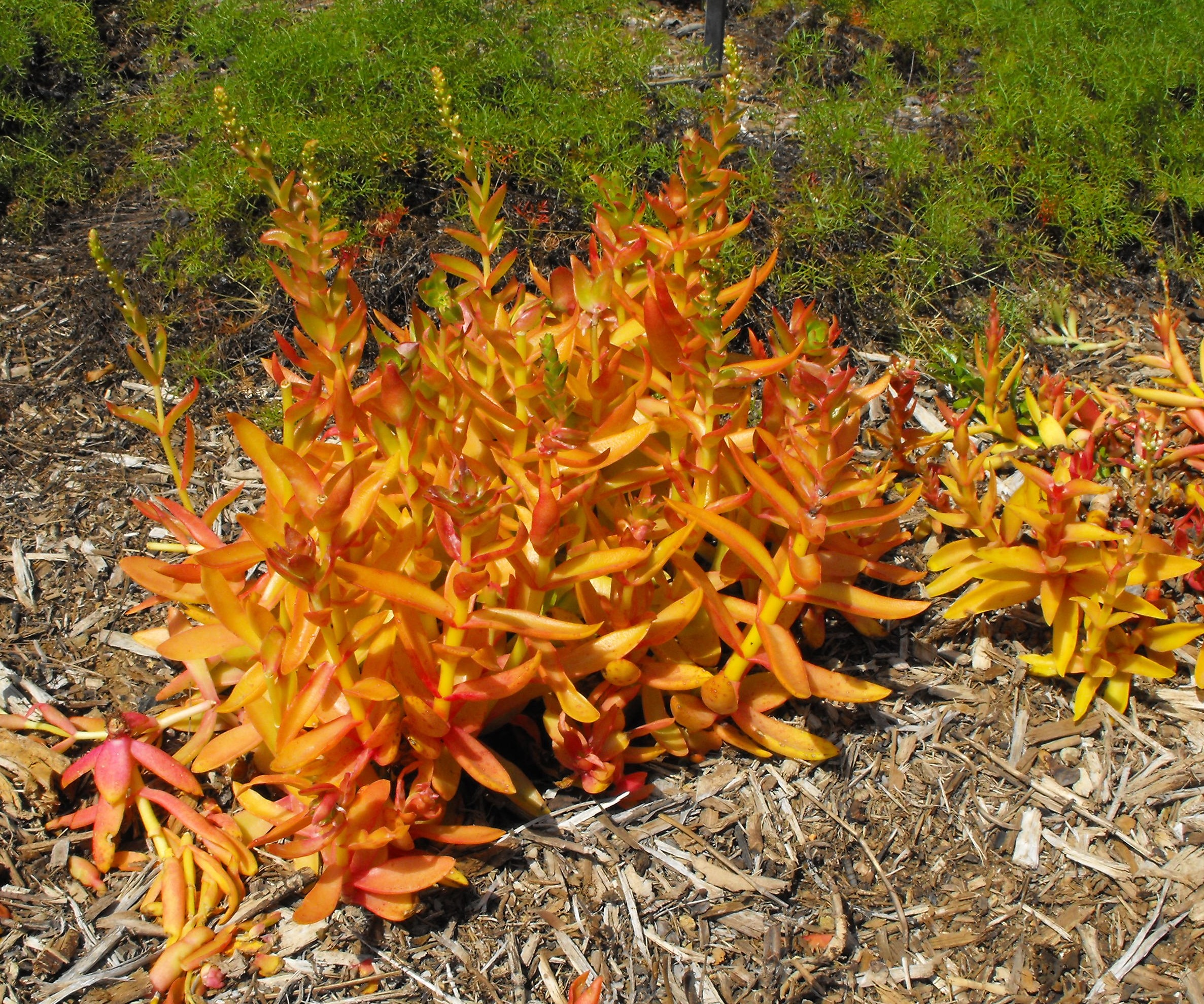
The "campfire" cultivar

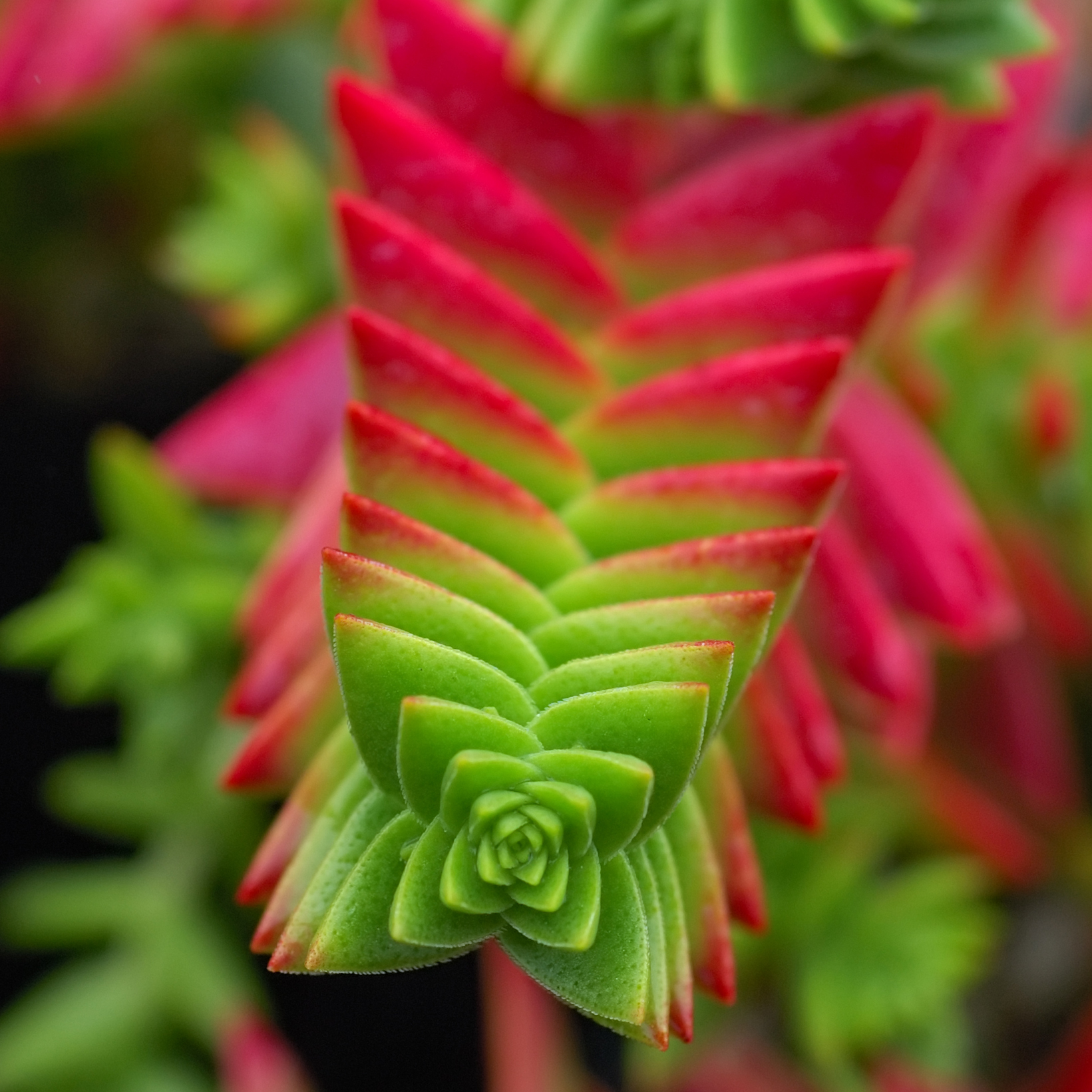
Compact form of Crassula capitella subsp thyrsiflora